# Witelo

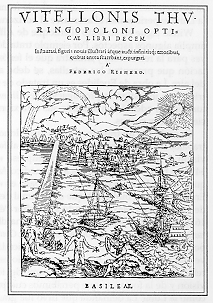
Vitellonis Thuringopoloni opticae libri decem

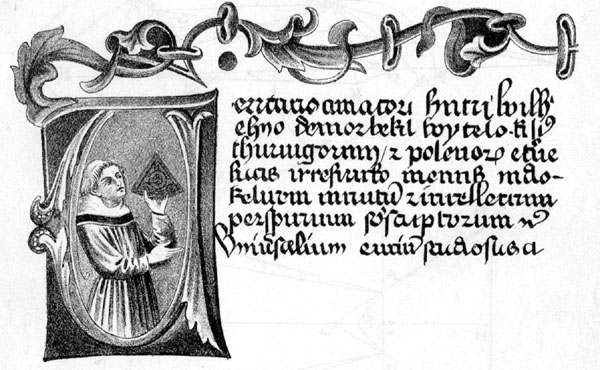
Seite aus dem Manuskript De Perspectiva von Witelo mit einer Illustration, auf der der Autor abgebildet ist

Witelo, auch Witelon, Vitellio, Vitello (* um 1230/35 wahrscheinlich im Herzogtum Schlesien; † nach 1275, vor 1314) war ein schlesischer Mönch und Naturphilosoph.

## Leben und Werk
Über sein Leben ist wenig bekannt und zu seiner Herkunft sind einige wenige Stellen aus seinem Buch Perspectiva bedeutend. Witelo nannte sich dort im Vorwort „filius thuringorum et polonorum“, Sohn der Thüringer und der Polen, woraus man folgerte, sein Vater stammte von den thüringischen Einwanderern (Kolonisatoren) in Schlesien und seine Mutter wäre Polin gewesen. Außerdem lässt sich einer anderen Stelle entnehmen, dass er die Umgebung von Breslau und Liegnitz gut kannte und Polen als seine Heimat bezeichnete. Vereinzelt wurde sein Name später als „Erazm Ciolek“ angegeben. Witelo studierte um 1253 in Paris und in den 1260er Jahren Kanonisches Recht an der Universität Padua, bevor er nach Viterbo ging (nachgewiesen 1268 oder Anfang 1269). Dort lernte er Wilhelm von Moerbeke kennen, dem er später sein Hauptwerk Perspectiva widmete. Seine weiteren Lebensdaten sind unbekannt. In einem Berner Manuskript seiner Perspectiva wird er Magister Witelo de Viconia genannt, so dass er möglicherweise im Prämonstratenser-Kloster Vicogne in der Grafschaft Hennegau starb.
Bekannt ist Witelo vor allem durch sein Hauptwerk, die Perspectiva (so der Kurztitel des Erstdrucks von 1535; der ursprüngliche Titel des zehnbändigen Manuskripts war Peri Optikes). Die Schrift lässt auf eingehende Kenntnis antiker und arabischer Autoren (Alhazen, Heron, Ibn Ruschd, Ibn Sina, Apollonios von Perge, Galen, auch Roger Bacon) schließen. Sie folgt weitgehend der „Optik“ Alhazens. Da sie die Katoprik von Heron zitiert, deren Übersetzung Wilhelm von Moerbeke erst Ende 1269 abschloss, kann sie nicht vor 1270 entstanden sein, wahrscheinlich mehrere Jahre später.
Behandelt wird das Licht zum einen vom rein physikalischen Standpunkt aus – Lichtbrechung, Spiegelungen etc. –, wobei Witelo wohl der Erste war, der die Sphärische Aberration sowohl bei Linsen als auch bei Hohlspiegeln beschrieb. Er entdeckte auch, dass das Verhältnis des Eintritts- zum Austrittswinkel eines Lichtstrahls (an einer lichtbrechenden Oberfläche) bei unterschiedlichen Winkeln verschieden ist.
Zum anderen geht Witelo auf Fragen der physiologischen und psychologischen Wahrnehmung sowie der Methodologie ein. Einen wesentlichen Teil nehmen seine Darlegungen zu Assoziationen von Ideen-Bildern ein; sie fußen auf der metaphysischen Vorstellung, es gäbe geistige und physische Körper, die durch göttliches Licht (Erleuchtung) kausal verbunden seien.
Das Werk galt lange Zeit als ein Meisterwerk, das sowohl physikalische (geometrische) als auch metaphysische (religiöse) Aspekte des Phänomens Licht behandelte. Für die Optik wurde es für Jahrhunderte das maßgebende Lehrbuch, diente aber auch als Grundlage in den Fächern Mathematik und Astronomie, ja sogar für die Didaktik.
Die meisten der weiteren Schriften Witelos – er erwähnt sie in den Perspectiva – sind verschollen.

## Nachwirkung
Sein Einfluss auf spätere Autoren ist schwer von dem von Alhazen zu trennen, zumal 1572 ein gemeinsamer Druck ihrer Arbeiten erschien. Wesentlichen Einfluss auf die spätere Entwicklung der Optik als Gegenstand wissenschaftlicher Forschung hatte Perspectiva, als Johannes Kepler im Jahr 1604 seine Ad Vitellionem Paralipomena, Quibus Astronomiae Pars Optica Traditur („Ergänzungen zu Witelo, in denen der optische Teil der Astronomie fortgeführt wird“) veröffentlichte. Witelos Lehren bildeten für Kepler den Ansatzpunkt für seine Analyse, Kritik und Fortentwicklung der Optik (die später von Isaac Newton erweitert wurde). Im physiologischen Bereich gelangten erst Goethe und Helmholtz wesentlich über die Erkenntnisse Witelos hinaus.
Auch führte Witelos Diskussion des Begriffs der Bewegung Nikolaus von Oresme und Wilhelm von Ockham zu einer ersten Kritik an aristotelischen Lehren – ein Meilenstein auf dem Weg zum Denken der Renaissance.
Der Einfluss von Witelos Werk – noch Jahrhunderte später – macht deutlich, dass er – obwohl weitgehend unbekannt – in der Geschichte der Naturwissenschaften eine Schlüsselstellung einnimmt.
Der Mondkrater Vitello ist nach ihm benannt.

## Schriften
- Erstdruck: Vitellionis Mathematici doctissimi Peri optikēs, id est de natura, ratione & proiectione radiorum visus, luminum, colorum atque formarum, quam vulgo perspectivam vocant. Nürnberg 1535 (hrsg. von Georg Tannstetter, der die Vorlage bereitstellte, und Peter Apian, der den Druck übernahm).
- Witelonis Perspectivae
  - Liber primus, ed. Sabetai Unguru, Studia Copernicana XV, Warschau 1977.
  - Liber secundus & tertius, ed. Sabetai Unguru, Studia Copernicana XXVIII, Warschau 1991.
  - Witelonis perspectivae liber quintus/ Book V of Witelo’s Perspectiva. Studia copernicana; XXIII. Wrocław 1983.
  - Vitellionis mathematici doctissimi ... vulgo Perspectivam vocant libri X, Nürnberg 1535
  - Teilausgabe in Baeumker 1908, 127–179.
  - Englische Übersetzung des ersten Buches in: Sabetai Unguru: Witelo as a Mathematician, A Study in XIIIth Century Mathematics, University of Wisconsin (Diss.) 1970.